# Petru Aron
Pour les articles homonymes, voir Aron.
Pierre ou Petru Aron  (exécuté en 1469) est voïvode de Moldavie de 1451 à 1452, puis de 1454 à 1455 et de 1455 à 1457. La monarchie étant élective dans les principautés roumaines (comme en Hongrie et Pologne voisines), le prince (voïvode, hospodar ou domnitor selon les époques et les sources) était élu par et parmi les boyards et, pour être nommé, régner et se maintenir, s'appuyait fréquemment sur les puissances voisines, hongroise, polonaise ou ottomane.

## Biographie
Né vers 1419/1421, il est un fils illégitime d'Alexandre Ier le Bon.
Il devient prince de Moldavie le 16 octobre 1451 après avoir fait assassiner la veille Bogdan II Mușat. Il est détrôné en février 1452 par Alexandrel Mușat de nouveau prince en alternance avec Alexandrel d'août 1454 à février 1455 puis à partir du 25 mai 1455. Après la mort d'Alexandre II de Moldavie il rallie à sa cause les partisans de la famille d'Ilie Ier et constitue le 6 octobre 1455 pour Anastasia sa fille  et la sœur de son prédécesseur une dot avec les revenus de Sirețiu de Volovăț et de Hotin
Cette même année il renouvelle la vassalité envers la Pologne puis en mars/mai 1456, avec l'accord du Métropolite Teoctist Ier (1453-1477) et des boyards de Moldavie, envers l'Empire ottoman avec un tribut annuel de 2 000 ducats d'or. Entre 1387 et 1455 la Principauté de Moldavie s'était reconnue vassale et alliée de la Pologne mais cela ne signifie pas, comme l'affirment par erreur certains auteurs, qu'elle soit devenue une province polonaise ou un fief du roi de Pologne. De la même manière, le fait qu'entre 1455 et 1859 la Principauté de Moldavie se soit reconnue vassale de la « Sublime Porte » ottomane ne signifie pas, comme le montrent par erreur beaucoup de cartes historiques, qu'elle soit devenue une province turque et un pays musulman. 
Le 14 avril 1457, après avoir été battu à Doljesti le 12 avril, il est chassé définitivement du trône par Étienne III le Grand, fils de Bogdan II, qui sort victorieux de la bataille d'Orbic. Petru Aaron se réfugie sous la protection des Polonais dans la citadelle de Hotin qui ne reviendra à la Moldavie qu'en 1464. Le prince déchu s'enfuit ensuite en Transylvanie où, avec le soutien du roi de Hongrie Mathias Corvin, il intrigue pour reprendre le pouvoir. Il est capturé et décapité lors d'une incursion au-delà des Carpates par Étienne III le Grand en 1469.

## Postérité
D'une épouse inconnue il laisse un fils:
- Ilias, prétendant, également décapité, en mars 1501 qui serait le père d'Alexandru III Cornea, prince de Moldavie.

## Sources
- Grigore Ureche Chronique de Moldavie. Depuis le milieu du XIVe siècle jusqu'à l'an 1594 Traduite et annoté par Émile Picot Ernest Leroux éditeur Paris 1878. Réédition Kessinger Legacy Reprints  (ISBN 9781167728846) p. 83-87.
- Nicolae Iorga Histoire des Roumains volume IV, les chevaliers. Bucarest (1937)
- (ro) Constantin C.Giurescu & Dinu C.Giurescu Istoria Romanilor volume II (1352-1606). Editura Stiintifica si Enciclopedica, Bucuresti (1976) p. 139-141.
- Jean Nouzille La Moldavie, Histoire tragique d'une région européenne, Ed. Bieler,  (ISBN 2-9520012-1-9).